# Contea di Blount (Alabama)
La contea di Blount, in inglese Blount County, è una contea dello Stato dell'Alabama, negli Stati Uniti. La popolazione al censimento del 2010 era di 57,322 abitanti. Il capoluogo di contea è Oneonta.
Nella contea è vietata la vendita di alcolici, poiché si tratta di una moist county, ovvero una dry county che include wet cities.

## Geografia fisica
La contea si trova nell'area centro settentrionale dell'Alabama. L'U.S. Center Bureau certifica che l'estensione della contea è di 1.685 km², di cui 1.672 km² composti da terra e i rimanenti 13 km² coperti da specchi d'acqua. La contea rientra nell'area geografica dell'altopiano del Cumberland. Locust Fork e Mulberry Fork, due importanti affluenti del fiume Black Warrior, scorrono lungo il confine occidentale e il centro della contea. Ebell Mountain e parte di Sand Mountain si trovano nella zona nord-orientale della contea.

### Contee confinanti
- Contea di Marshall - nord-est
- Contea di Etowah - est
- Contea di St. Clair - sud-est
- Contea di Walker - sud-ovest
- Contea di Jefferson - sud-ovest
- Contea di Cullman - ovest

## Storia
La contea di Blount fu creata da un atto della Legislatura Territoriale il 6 febbraio 1818, quasi due anni prima che l'Alabama diventasse uno stato. Alcune sezioni della contea divennero in seguito parte delle contee di Jefferson, Marshall, Walker e Cullman. Il nome della contea deriva da Willie Blount, IV governatore del Tennessee, che inviò Andrew Jackson con alcune truppe in Alabama durante la guerra Creek del 1813-14. Molti degli uomini di Jackson divennero i primi coloni della contea e stabilirono una postazione commerciale nell'attuale Blountsville. Uno dei primi coloni dell'area fu George Powell, che divenne uno dei primi topografi dell'Alabama e il primo storico della contea di Blount.
Durante la prima metà del diciannovesimo secolo, Blount Springs divenne un noto luogo di villeggiatura per i ricchi meridionali attirati dalle sorgenti minerali della zona. La contea acquisì notorietà durante la guerra civile quando nel maggio 1863 il generale confederato Nathan Bedford Forrest attaccò le forze del colonnello Abel Streight mentre tentavano di attraversare Locust Fork. Durante il raid, due sorelle locali, Celia e Winnie Mae Murphree, presero come prigionieri tre soldati dell'Unione mentre dormivano, e li consegnarono a Forrest. Durante il 1880, la contea di Blount divenne una importante area di produzione del ferro che contribuì ad alimentare l'industria siderurgica nella vicina Birmingham.

## Monumenti e luoghi d'interesse

### Aree naturali
Nella contea, in cima a Ebell Mountain (alto 1.300 piedi), è situato il Palisades Park, caratterizzato da un arboreto, un anfiteatro e un villaggio storico; include la casa dei Muratori di Murphree, costruita nel 1820 dal colono Daniel Murphree e una delle strutture più antiche della contea. Il parco offre, oltre a viste panoramiche, anche scogliere di roccia ideali per l'arrampicata.
La città di Blountsville ospita il Blountsville Historical Park, che include il Freeman Cabin Museum, l'ufficio postale di Brooksville e una prigione originale di una sola stanza.

### Architetture militari
Il Blount County Memorial Museum di Oneonta è dedicato alla storia dei residenti della contea che hanno prestato servizio militare.

### Siti archeologici
La contea di Blount ospita numerose grotte tra cui la Bangor Cave e la Rickwood Caverns. Quest'ultima ha più di 260 milioni di anni; nel suo soffitto e nelle pareti sono visibili molti fossili marini. La caverna è lunga un miglio ed ospita piscine sotterranee.

## Società

### Evoluzione demografica
Abitanti censiti (migliaia)

Grafico delle fasce di età in base al censimento del 2000

Al censimento del 2000, risultano 51.024 abitanti, 19.265 nuclei familiari e 14.814 famiglie residenti nella contea. La densità della popolazione è di 30,52 ab./km². Ci sono 21.158 alloggi con una densità di 13/km². La composizione etnica della città è 95,08% bianchi, 1,19% neri o afroamericani, 0,49% nativi americani, 0,14% asiatici, 0,02% isolani del Pacifico, 2,07% di altre razze, e 1,02% meticci. Il 5,33% della popolazione è ispanica.
Dei 19.265 nuclei familiari, il 34,30% ha figli di età inferiore ai 18 anni che vivono in casa, il 65,50% sono coppie sposate che vivono assieme, il 7,90% è composto da donne con marito assente, e il 23,10% sono non-famiglie. Il 20,80% di tutti i nuclei familiari è composto da singoli e il 9,50% da singoli con più di 65 anni di età. La dimensione media di un nucleo familiare è di 2,62 mentre la dimensione media di una famiglia è di 3,02.
La suddivisione della popolazione per fasce d'età è la seguente: 25,40% sotto i 18 anni, 8,40% dai 18 ai 24, 29,20% dai 25 ai 44, 24,10% dai 45 ai 64, e 12,90% oltre i 65 anni. L'età media è 36 anni. Per ogni 100 donne ci sono 99,70 uomini. Per ogni 100 donne sopra i 18 anni ci sono 97,30 uomini.
Il reddito medio di un nucleo familiare è di 35.241$, mentre per le famiglie è di 41.573$. Gli uomini hanno un reddito medio di 31.455$ contro i 22.459$ delle donne. Il reddito pro capite della città è di 16.325$. L'8,60% delle famiglie e l'11,70% della popolazione è sotto la soglia di povertà. Sul totale della popolazione, il 13,20% dei minori di 18 anni e il 17,40% di chi ha più di 65 anni vive sotto la soglia di povertà.

## Cultura

### Istruzione
Il sistema scolastico della contea di Blount impiega attualmente circa 450 insegnanti e amministratori che guidano più di 7.000 studenti in 16 scuole. Inoltre, l'Oneonta City School System impiega circa 85 insegnanti e amministratori che guidano più di 1.200 studenti in due scuole.

## Economia
Durante il diciannovesimo secolo, l'agricoltura era l'occupazione prevalente nella contea di Blount; le colture principali erano il cotone e il grano. Dopo la guerra civile, il ferro estratto nella contea di Blount contribuì ad alimentare il boom dell'industrializzazione a Birmingham. Nel 1889, Henry F. DeBardeleben e James Sloss acquistarono Champion Mines e inclusero la zona nel raggio d'azione della Louisville e Nashville Railroad. Il declino dell'industria siderurgica a Birmingham negli anni '70 colpì anche la contea di Blount e migliaia di residenti persero lavoro.

### Occupazione
La forza lavoro nell'attuale Blount County è divisa tra le seguenti categorie professionali:
- Produzione (16,9%)
- Servizi educativi, assistenza sanitaria e assistenza sociale (16,8%)
- Commercio al dettaglio (11,4%)
- Costruzione (10,8%)
- Altri servizi, ad eccezione della pubblica amministrazione (6,9%)
- Arte, intrattenimento, attività ricreative, alloggio e servizi di ristorazione (6,7%)
- Trasporto, magazzinaggio e servizi di pubblica utilità (6,4%)
- Servizi professionali, scientifici, di gestione, amministrativi e di gestione dei rifiuti (6,2%)
- Finanza, assicurazione, immobiliare, noleggio e leasing (4,8%)
- Commercio all'ingrosso (4,2%)
- Pubblica amministrazione (4,1%)
- Agricoltura, silvicoltura, pesca, caccia ed estrattiva (3,2%)
- Informazioni (1,7%)

## Infrastrutture e trasporti

### Principali strade ed autostrade
Le principali vie di trasporto della contea sono:
- Interstate 65
- U.S. Highway 31
- U.S. Highway 231
- U.S. Highway 278
- State Route 75
- State Route 79
- State Route 132
- State Route 160

### Aeroporti
Robbins Field è un aeroporto di aviazione generale situato a Oneonta.

## Comuni
L'unica city è Oneonta, il capoluogo. Inoltre la contea include:

### Towns
- Allgood
- Altoona[10]
- Blountsville
- Cleveland
- County Line
- Hayden
- Highland Lake
- Locust Fork
- Nectar
- Rosa
- Snead
- Susan Moore
- Trafford

### Census-designated places
- Remlap
- Smoke Rise